# Le Fau
Le Fau är en kommun i departementet Cantal i regionen Auvergne-Rhône-Alpes i mitten av Frankrike. Kommunen ligger  i kantonen Salers som ligger i arrondissementet Mauriac. År 2022 hade Le Fau 31 invånare.

## Befolkningsutveckling
Antalet invånare i kommunen Le Fau
Referens:INSEE